# Відслонення силуру в Скалі-Подільській
Відслонення силуру в Скалі-Подільській — геологічна пам'ятка природи місцевого значення в Україні. Розташована на території Чортківського району Тернопільської області, в селищі Скала-Подільська, правий берег річки Збруч, біля Скала-Подільського замку.
Площа — 0,1 га, статус отриманий у 1996 році.